# Вера Харузина
Вѐра Никола̀евна Хару̀зина (на руски: Вера Николаевна Харузина) е руска етнографка.
Родена е на 17 септември 1866 година в Москва в семейството на богат търговец. Тримата ѝ братя – Михаил, Алексей и Николай – също стават етнографи. Завършва гимназия, но не получава диплома за висше образование, тъй като по това време в Русия то е труднодостъпно за жени. През 1907 година започва да преподава в Московските висши женски курсове, ставайки първата руска професорка по етнография. От 1927 година е професор в Московския университет.
Вера Харузина умира на 17 май 1931 година в Москва.